# Заглада Леоніла Борисівна
Леоні́ла (Ні́на) Бори́сівна Загла́да (29 квітня 1896, Київ — 28 квітня 1938, там само) — етнологиня, українська дослідниця народної культури.

## Наукова кар'єра
Працювала науковим співробітником Музею (Кабінету) антропології та етнології ім. Хв. Вовка, а з січня 1934 р. — молодшим науковим співробітником Інституту матеріальної культури Всеукраїнської академії наук.
Була дійсним членом Етнографічної комісії ВУАН, членом всеукраїнського Етнографічного товариства. За час роботи в цих установах Ніна Заглада зібрала фактичний матеріал з народної культури українців Чернігівщини, Київщини, Полтавщини, Волині. Зробила ряд стаціонарних досліджень у селах Жукин на Чернігівщині, Замисловичі на Волині, Пекарі, Старосілля на Київщині.
Відчуваючи небезпеку, яка нависла над нею, Заглада не покидає етнографічних дослідів. І хоч надійшли інструкції прославляти колгоспне життя, вона залишається вірна науці. Влітку 1934 року їде в свою останню місячну експедицію на Чорнобильське Полісся, де досліджує села Новошепеличі, Кошарівку, Семиходи, Рудню-Сованську. Вивчаючи зміни, які відбулися на селі за час створення колгоспів, Ніна Заглада, як справжній науковець, не залишила поза увагою матеріальну традиційну культуру поліщуків і досить детально описала та проаналізувала підсічну систему землеробства, знаряддя праці до обробітку землі (соха, плуг, борона) і технологію їх виготовлення, знаряддя праці по збору врожаю, пристосування до механічної і ручної переробки харчових продуктів, житло та господарські будівлі, громадські споруди, пасічництво, рибальство, побут пастухів.

## Репресії. Реабілітація
Із життєпису Ніни Заглади, що збереглися в архіві, відомо, що у 1934 їй доводилося на зборах Інституту «самокритично визнавати і засуджувати свої хиби, які допустила під впливом буржуазної методології, і весь час переозброюватися, опановуючи єдино науково марксо-ленінську методологію…».
Ніну Загладу було заарештовано 30 березня 1938 і за рішенням трійки УНКВС Київської області від 11 квітня 1938 (протокол № 215) засуджено до розстрілу. Вирок виконано о 23 годині вечора 28 квітня цього ж року. Реабілітована 8 лютого 1957 рішенням військового трибуналу КВО.

## Значення наукового доробку
Унікальне значення має її ґрунтовно-рукописне монографічне дослідження матеріальної культури села Ново-Шепеличі Чорнобильського району у 1934 (фрагменти праці надруковані в журналі «Родовід», № 3, 1992 р.; № 4, 1993 р.), яке внаслідок дезактиваційних робіт після аварії на ЧАЕС припинило існувати.
Тільки у 1992 році вперше були опубліковані окремі фраґменти матеріалів цієї експедиції, але основні матеріали ще чекають на видавця.

## Праці
Ніна Заглада автор багатьох етнографічних праць:
- «Побут селянської дитини» (Київ, 1929)[2];
- «Ярмо» (Матеріал до етнології. Київ, 1929, ч. 2),
- «Коза» (Матеріали до етнології й антропології. Львів, 1929, т. 21—22, ч. 1),
- «Систематичні досліди над процесом змін в народному побуті» (Побут, 1928, № 1)
- «Відділ монографічного дослідження села: (село Старосілля)» Київ 1930

та програма до збирання етнографічного матеріалу: «Жнива», «До пізнання дитячого життя» тощо.
- Заглада, Н. Відділ монографічного дослідження села : (село Старосілля) / Н. Заглада ; Всеукр. АН, Провідник по музеї антропології та етнології ім. Хв. Вовка. — Київ : [б. в., 1930. — 78, 4 с.] [Архівовано 19 вересня 2020 у Wayback Machine.]

Написала ряд етнографічних розвідок з проблем народного харчування, ремесла та промислів, народного мистецтва України.

## Вшанування пам'яті
- В Києві існує вулиця Леоніли Заглади.